# Venezia Classici
Venezia Classici est une section de la Mostra de Venise fondée en 2012. 
Cette section projette dans le cadre de la Mostra des films restaurés et des documentaires sur le cinéma. 
En 2013, le Prix Venezia Classici est créé, rendant la sélection compétitive. Le jury est présidé par un réalisateur connu et tenu par plusieurs jeunes venant d'universités artistiques de toute l'Italie.

## Prix Venezia Classici
2013
Le jury est présidé par Giuliano Montaldo.
- Meilleur documentaire sur le cinéma : Double Play: James Benning and Richard Linklater de Gabe Klinger •  États-Unis /  Portugal /  France
- Meilleur film restauré : La propriété, c'est plus le vol (La proprietà non è più un furto) de Elio Petri •  Italie /  France

2014
Le jury est présidé par Giuliano Montaldo.
- Meilleur documentaire sur le cinéma : Animata resistenza (documentaire consacré à Simone Massi) de Francesco Montagner et Alberto Girotto •  Italie
- Meilleur film restauré : Une journée particulière (Una giornata particolare) de Ettore Scola •  Italie /  Canada

2015
Le jury est présidé par Francesco Patierno.
- Meilleur documentaire sur le cinéma : The 1000 Eyes of Dr. Maddin  de Yves Montmayeur •  France
- Meilleur film restauré : Salò ou les 120 Journées de Sodome (Salò o le 120 giornate di Sodoma) de Pier Paolo Pasolini •  Italie /  France

2016
Le jury est présidé par Roberto Andò.
- Meilleur documentaire sur le cinéma : Le Concours de Claire Simon •  France
- Meilleur film restauré : Break-up, érotisme et ballons rouges (L'uomo dei cinque palloni) de Marco Ferreri •  Italie

2017
Le jury est présidé par Giuseppe Piccioni.
- Meilleur documentaire sur le cinéma : The Prince and the Dybbuk (documentaire consacré à Michal Waszynski) de Elwira Niewiera et Piotr Rosołowski •  Pologne  Allemagne
- Meilleur film restauré : Requiem pour un massacre (Idi i smotri) de Elem Klimov •  Union soviétique